# Pseudotrachystola rugiscapus
Pseudotrachystola rugiscapus là một loài bọ cánh cứng trong họ Cerambycidae.